# Сулейменов, Муташ
Муташ Сулейменов (10 сентября 1921, с. Казгородок, Акмолинский уезд, Акмолинская губерния, Киргизская АССР, РСФСР — 17 июля 2006 Караганда, Карагандинская область, Казахстан) — участник Великой Отечественной войны, участник парада Победы 1945. Полный кавалер Ордена Славы.

## Биография
Родился 10 сентября 1921 в крестьянской семье. Происходит из подрода тока рода куандык племени аргын. Его отец рано умер и Муташу пришлось работать наравне со взрослыми. Он работал на поле и пас скот. После окончания 9 классов работал счетоводом в колхозе.
В Красной армии с января 1942. Прошел военную подготовку в Орске и уже в марте этого же года был отправлен на фронт. В период с 1942 по 1944 был трижды ранен. В 1944 стал членом ВКП (б). 19 июля 1944 в 20 километрах от Гродно уничтожил две огневые точки противника и сумел удержать позиции. За этот подвиг Сулейменов был награждён орденом Славы 3 степени. 14 августа того же года во-время боев за Кнышин вывел из строя три пулемётных точки противника и уничтожил приблизительно 15 немецких захватчиков, за этот подвиг Сулейменов был награждён орденом Славы 2 степени. 24 июня 1945 участвовал в Параде победы на Красной площади. 29 июня указом президиума Верховного Совета СССР награждён Орденом Славы 1 степени. Демобилизовался в 1945.
В 1945 окончил среднюю школу. В 1968 заочно окончил Карагандинский педагогический университет, в котором учился на историческом факультете. В период с 1946 по 1987 работал в школе учителем физкультуры и военным руководителем. В 1985 и 1995 участвовал в Парадах победы в Москве. Жил в Караганде по адресу улица Республики 32.
Умер 17 июля 2006 года в Караганде. Похоронен на мусульманском кладбище Сокыр города Караганда.

## Награды и звания
- Орден Славы I степени (№ 1089; 29 июня 1945[2])
- Орден Славы II степени (№ 10721; 22 февраля 1945)
- Орден Славы III степени (№ 142754;7 сентября 1944[3])
- Орден Отечественной войны I степени (11 марта 1985[4])
- Орден Красной Звезды (9 мая 1945)
- Орден «Курмет»(2003)
- 2 медали «За Отвагу» (15 февраля 1943[5]; и 25 апреля 1944[6])
- Медаль «За победу над Германией в Великой Отечественной войне 1941—1945 гг.» (1945)
- Медаль «За освоение целинных земель»
- Ряд прочих медалей
- Почетный гражданин Караганды (1994)

## Память
- В Караганде, на доме где жил ветеран установлена мемориальная табличка;
- В селе Казгородок, где родился ветеран, в честь него названа улица;
- Школе в Казгородке присвоили имя Муташа Сулейменова;
- Бронзовый бюст Сулейменова Муташа сооружен на Аллее Славы в поселке Нура (до 2017 г.- Киевка) Нуринского района Карагандинской области Республики Казахстан. Торжественное открытие бюста состоялось 07.05.2015.